# دانیال خنجی
شیخ رکن‌الدین دانیالی مشهور به شیخ دانیال خنجی از عرفای قرن هفتم هجری است و بر مذهب اهل سنت بود و از پیروان و شاگردان ابو اسحاق کازرونی بود. شیخ از صالحان و زهاد معروف خنج بود و چه در زمان حیات و چه پس از مرگ در لارستان و جزایر خلیج فارس مورد احترام و تجلیل قرار داشت. ابن بطوطه در سفرنامهٔ خود از آرامگاه شیخ و مسجد وابسته به آن که مطاف مردم بود و خود وی نیز به زیارت آن نائل آمد یاد کرده‌است.
ظهور شیخ رکن‌الدین دانیالی معروف به شیخ دانیال هنگی در قرن هفتم که طبق نوشتهٔ محمودبن‌عثمان در کتاب فردوس‌المرشدیه فی اسرارالصمدیه، از ده گریش بوده‌است و تأیید دکتر ایرج افشار و پروفسور اُبن (Aubin) فرانسوی، که گریش همان گراش کنونی است، و پدر او در آنجا پیشه‌ور بود شیخ دانیال با مهاجرت به خنج و پایه‌گذاری سلسلهٔ مشایخ دانیالی، خنج را به مقر خانقاهی از دراویش تبدیل می‌کند و در سرنوشت بنادر و جزایر خلیج فارس تأثیر زیادی بر جای می‌گذارد. با توسعهٔ فعالیت‌های مشایخ دانیالی در منطقه، گراش به عنوان زادگاه شیخ دانیال نیز در قرون ششم و هفتم محل استقرار مشایخ و بزرگان صوفیه دانیالی می‌گردد؛ به نحوی که سید کامل پیرقتالی (۶۲۸–۷۱۷ ه‍.ق) در ایام شباب به دستور پدر، با شیخ دانیال که در کبر سن بود ملاقات نمود و در گراش نیز «در یکی از روزهای ماه مبارک رمضان با شیخ غیاث‌الدین، و دیگر بزرگان و صوفیان گراش ملاقات داشته و نماز مغرب و عشاء به امامت ایشان برگزار می‌شود و بعد از نماز خفتن سید کامل پیر سخنرانی مفصلی ایراد می‌فرمایند که حاضرین شدیداً تحت تأثیر قرار می‌گیرند» (بخشایش، ۱۳۷۷).
«به این ترتیب، طی قرن هفتم هجری، خانقاه او به قدری شهرت یافت که به عنوان یکی از چهار رکن دراویش جنوب ایران مشهور شده بود. پس از او، مریدانش در سراسر حوزهٔ جنوب ایران و به‌ویژه دربار «هرمز» از قدر و ارزش والایی برخوردار شدند و اصولاً قرن هفتم را باید عصر «دانیال» و اخلاف او نامید.
قرون هشتم تا دوازدهم هجری
در ابتدای قرن هشتم «تحولاتی در خنج باعث شد که شاخهٔ «دانیالی» و مشایخ آن دیار از قدرت پیشین افول نموده و جانشینان دانیال بنا به دلایل نامشخصی به دربار ملوک هرمز مهاجرت نمایند و ریاست طریقت پس از شیخ‌عبدالسلام خنجی (متوفی به سال ۷۴۶ ه‍.ق) به شیخ‌محمد ابونجم (۷۰۴–۷۸۶ ه‍.ق) منتقل گردید.» (وثوقی، ۱۳۷۴).
تاریخ فوت شیخ به تحقیق معلوم نیست.